# Chłopaki nie płaczą (singel T.Love)
„Chłopaki nie płaczą” – drugi singel zespołu T.Love pochodzący z dwunastego albumu Chłopaki nie płaczą wydany w 1997 roku.
Tekst utworu napisał Muniek Staszczyk, a kompozytorem utworu był Maciej Majchrzak. Piosenka była notowana na liście przebojów programu trzeciego, gdzie zajęła 1. miejsce.  
Utwór znalazł się również na płytach pt. BesT.Love, Love, Love, Love – The Very BesT.Love oraz w ścieżkach dźwiękowych filmów pt. Billboard i Superprodukcja. Covery utworu wykonali: Anna Kołodziejak, Agnieszka Krukówna w filmie pt. Fuks oraz Krzysztof Hanke.